# Chlaenius

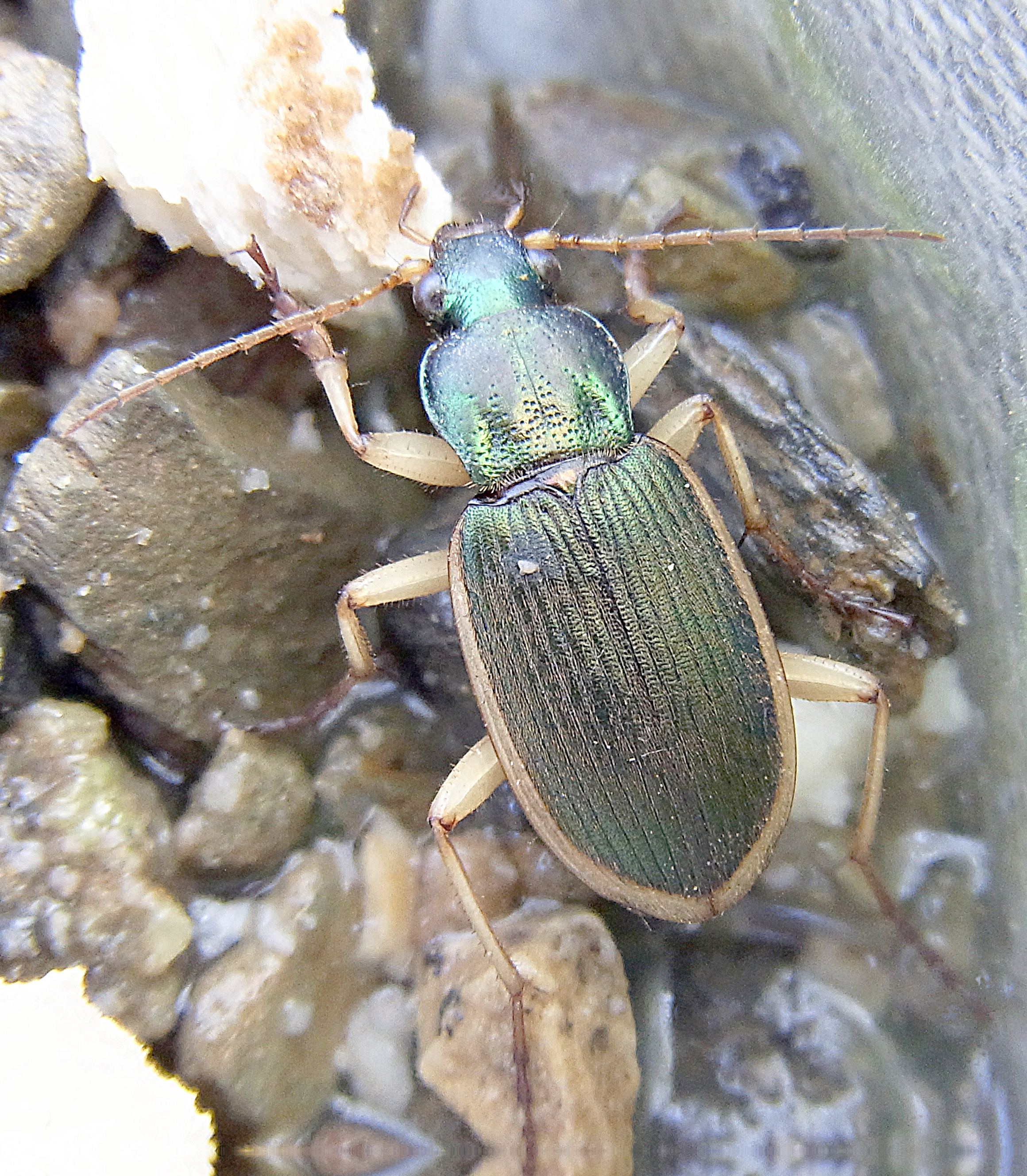
Chlaenius velutinus

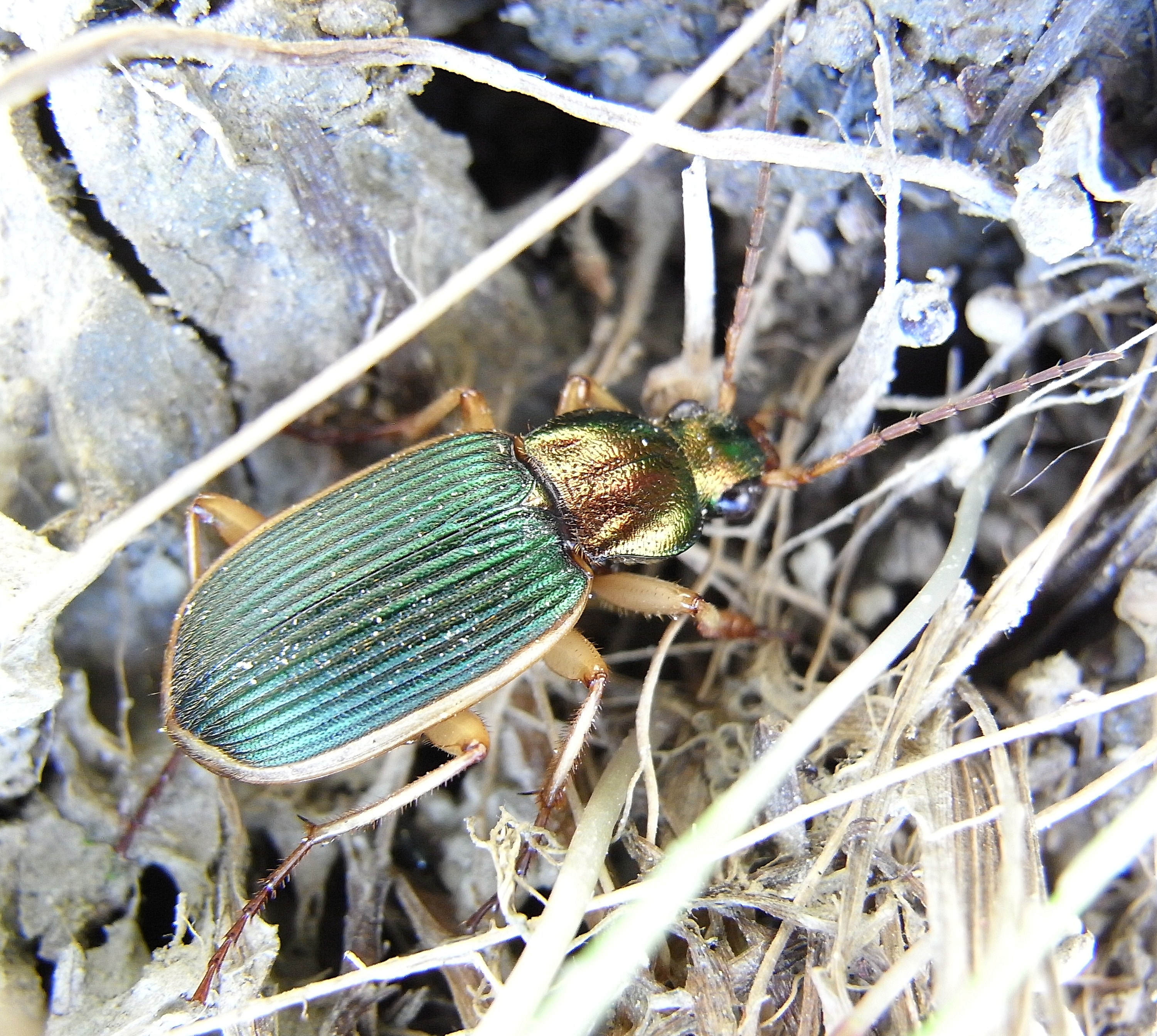
Chlaenius festivus

Chlaenius es un  género de coleópteros adéfagos de la familia Carabidae.
Miden 8-23 mm., generalmente se encuentran en zonas húmedas, algunos son semiacuáticos. Son depredadores. Algunas especies ponen sus huevos en celdillas de barro en el envés de hojas o en tallos. Generalmente son anuales. Los adultos hibernan, emergiendo en la primavera para aparearse. Producen mal olor cuando se los molesta. Se distribuyen por casi todo el mundo, excepto zonas polares. 

## Especies
Hay más de 860 especies en 58 subgéneros. Se reconocen las siguientes:
- Chlaenius abacoides Alluaud, 1933
- Chlaenius aberanus Sternberg, 1908
- Chlaenius aberrans Bates, 1882
- Chlaenius abjectus Andrewes, 1920
- Chlaenius abstersus Bates, 1873
- Chlaenius accedens Chaudoir, 1876
- Chlaenius acroxanthus Chaudoir, 1876
- Chlaenius acutecostatus Alluaud, 1933
- Chlaenius adagidensis Sternberg, 1908
- Chlaenius adametzi Kuntzen, 1913
- Chlaenius adonis Andrewes, 1923
- Chlaenius aeneocephalus Dejean, 1826
- Chlaenius aeratus Quensel, 1806
- Chlaenius aestivus Say, 1823
- Chlaenius aethiopicus Chaudoir, 1876
- Chlaenius afganus Jedlicka, 1956
- Chlaenius africanicus Kirschenhofer, 2009
- Chlaenius agilis Chaudoir, 1856
- Chlaenius agiloides Jedlicka, 1935
- Chlaenius albissoni Reitter, 1908
- Chlaenius alesi Jedlicka, 1935
- Chlaenius alexanderdostali Kirschenhofer, 2008
- Chlaenius allacteus Alluaud, 1919
- Chlaenius allardi (Basilewsky, 1967)
- Chlaenius allardianus Lorenz, 1998
- Chlaenius alluaudi Fairmaire, 1901
- Chlaenius alluaudianus Jedlicka, 1957
- Chlaenius alternans (Imhoff, 1843)
- Chlaenius alternatus G.Horn, 1871
- Chlaenius alutaceus Gebler, 1829
- Chlaenius amabilis Chaudoir, 1876
- Chlaenius amarae Andrewes, 1920
- Chlaenius amauropterus Chaudoir, 1856
- Chlaenius amazonicus Chaudoir, 1876
- Chlaenius ammon (Fabricius, 1801)
- Chlaenius amoenus Dejean, 1831
- Chlaenius amplians Bates, 1891
- Chlaenius amplicollis (Basilewsky, 1953)
- Chlaenius amplipennis Chaudoir, 1876
- Chlaenius amydrus Alluaud, 1934
- Chlaenius analis (Olivier, 1795)
- Chlaenius analisimilis Pomeroy, 1932
- Chlaenius andamanensis Andrewes, 1920
- Chlaenius androyanus Jeannel, 1949
- Chlaenius angolanus (Basilewsky, 1953)
- Chlaenius angustatus Dejean, 1831
- Chlaenius anischenkoi Kirschenhofer, 2010
- Chlaenius annulipes Bates, 1892
- Chlaenius antennatus Chaudoir, 1876
- Chlaenius anthraceus Alluaud, 1918
- Chlaenius anthracoderus Laferte-Senectere, 1851
- Chlaenius apicalis (Wiedemann, 1819)
- Chlaenius apollo Andrewes, 1919
- Chlaenius argentinicus Jedlicka, 1946
- Chlaenius armenus Jedlicka, 1950
- Chlaenius arnoldi Basilewsky, 1949
- Chlaenius aruwimius Bates, 1890
- Chlaenius aspericollis Bates, 1873
- Chlaenius assamensis Kirschenhofer, 2003
- Chlaenius assecla Laferte-Senectere, 1851
- Chlaenius aterrimus (Basilewsky, 1956)
- Chlaenius athleta Kryzhanovskij, 1976
- Chlaenius atratus Chaudoir, 1876
- Chlaenius atripes Chaudoir, 1876
- Chlaenius atropos Andrewes, 1941
- Chlaenius attenuatus Klug, 1833
- Chlaenius augustus Newman, 1838
- Chlaenius aurifex Basilewsky, 1949
- Chlaenius auripilis Andrewes, 1936
- Chlaenius aurolimbatus (Laferte-Senectere, 1851)
- Chlaenius australis Dejean, 1831
- Chlaenius azurescens Chaudoir, 1876
- Chlaenius backanensis Kirschenhofer, 2014
- Chlaenius baehri (Kirschenhofer, 1998)
- Chlaenius baeticus Rambur, 1837
- Chlaenius balthasari Jedlicka, 1935
- Chlaenius bandjermasinensis Kirschenhofer, 2008
- Chlaenius bangkokensis Kirschenhofer, 2004
- Chlaenius baoxingensis Kirschenhofer, 2004
- Chlaenius barkeri Csiki, 1931
- Chlaenius basilimbatus (Grundmann, 1956)
- Chlaenius baxii (Gory, 1833)
- Chlaenius beatus Bates, 1891
- Chlaenius bengalensis Chaudoir, 1856
- Chlaenius benyovszkyi (Csiki, 1931)
- Chlaenius berndjaegeri Kirschenhofer, 2008
- Chlaenius bicolor Chaudoir, 1876
- Chlaenius bifenestratus Klug, 1832
- Chlaenius bilyi Kirschenhofer, 2009
- Chlaenius bimaculatus Dejean, 1826
- Chlaenius binghami Andrewes, 1919
- Chlaenius bioculatus Chaudoir, 1856
- Chlaenius bipustulatus Boheman, 1848
- Chlaenius birmanicus Chaudoir, 1876
- Chlaenius bisignatus Dejean, 1826
- Chlaenius bivulnerus Motschulsky, 1858
- Chlaenius bocandei (Laferte-Senectere, 1852)
- Chlaenius bohemani Chaudoir, 1856
- Chlaenius boisduvalii Dejean, 1831
- Chlaenius bonelli (Mateu, 1947)
- Chlaenius borellyi Burgeon, 1941
- Chlaenius borgouensis Kirschenhofer, 2007
- Chlaenius bottegoi Alluaud, 1933
- Chlaenius boueti (Jeannel, 1949)
- Chlaenius boukali Kirschenhofer, 2005
- Chlaenius braminus Chaudoir, 1876
- Chlaenius brasiliensis Dejean, 1831
- Chlaenius breuningi Jedlicka, 1931
- Chlaenius brevilabris Le Conte, 1848
- Chlaenius brevior Fairmaire, 1901
- Chlaenius breviusculus Chaudoir, 1876
- Chlaenius brunnescens Kirschenhofer, 2009
- Chlaenius bulirschi Kirschenhofer, 2010
- Chlaenius buquetii (Dejean & Boisduval, 1830)
- Chlaenius buriensis Kirschenhofer, 1998
- Chlaenius caecus Dejean, 1831
- Chlaenius caeruleiceps (Bates, 1892)
- Chlaenius caeruleicollis Chaudoir, 1876
- Chlaenius caesitius Andrewes, 1923
- Chlaenius caffer Boheman, 1848
- Chlaenius callichloris Bates, 1873
- Chlaenius cambodiensis Bates, 1889
- Chlaenius camerunensis Kirschenhofer, 2003
- Chlaenius canariensis Dejean, 1831
- Chlaenius carbonatus Chaudoir, 1876
- Chlaenius caurinus (G.Horn, 1885)
- Chlaenius cavilabrum Barker, 1922
- Chlaenius cebuensis Kirschenhofer, 2008
- Chlaenius cecrops Kirschenhofer, 2009
- Chlaenius celer Chaudoir, 1876
- Chlaenius ceramensis Kirschenhofer, 2003
- Chlaenius chagga Alluaud, 1927
- Chlaenius chainatensis Kirschenhofer, 2011
- Chlaenius chalcoderus Chaudoir, 1876
- Chlaenius chalcothorax Wiedemann, 1823
- Chlaenius cham Chaudoir, 1876
- Chlaenius championi Andrewes, 1923
- Chlaenius changwatensis (Kirschenhofer, 1998)
- Chlaenius chapanus Andrewes, 1919
- Chlaenius chaudoiri G.Horn, 1876
- Chlaenius chengduensis Kirschenhofer, 2004
- Chlaenius chiangmaiensis Kirschenhofer, 2008
- Chlaenius chitwanensis Kirschenhofer, 2005
- Chlaenius chlorochrous Chaudoir, 1876
- Chlaenius chlorodius Dejean, 1826
- Chlaenius chrysocephalus P. Rossi, 1790
- Chlaenius chrysoderus Chaudoir, 1876
- Chlaenius chuanqianensis Liu & Liang, 2011
- Chlaenius chuji Jedlicka, 1946
- Chlaenius cinctus (Fabricius, 1781)
- Chlaenius circumcinctus Say, 1830
- Chlaenius circumdatus Brulle, 1835
- Chlaenius circumductus A.Morawitz, 1862
- Chlaenius circumscriptus Duftschmid, 1812
- Chlaenius clarksoni Barker, 1922
- Chlaenius clypeopatens (Basilewsky, 1949)
- Chlaenius coeruleus (Steven, 1809)
- Chlaenius colasi Kirschenhofer, 2008
- Chlaenius collarti Alluaud, 1933
- Chlaenius colmanti Alluaud, 1933
- Chlaenius colombensis Jedlicka, 1964
- Chlaenius columbinus Dejean, 1831
- Chlaenius comans Andrewes, 1919
- Chlaenius comes Peringuey, 1896
- Chlaenius communimacula Chaudoir In Oberthur, 1883
- Chlaenius conformis Dejean, 1831
- Chlaenius congoanus Alluaud, 1934
- Chlaenius congoensis Burgeon, 1935
- Chlaenius conradsi Kuntzen, 1913
- Chlaenius consobrinus P?ringuey, 1896
- Chlaenius consors Peringuey, 1896
- Chlaenius contractus Chaudoir, 1876
- Chlaenius controversus Peringuey, 1926
- Chlaenius convexus Fairmaire, 1886
- Chlaenius cookei Andrewes, 1933
- Chlaenius coquereli Fairmaire, 1868
- Chlaenius corbetti Andrewes, 1919
- Chlaenius cordicollis Kirby, 1837
- Chlaenius cordifer Bates, 1891
- Chlaenius corrosulus Bates, 1892
- Chlaenius coscinioderus Chaudoir, 1856
- Chlaenius cosciniophorus Chaudoir, 1876
- Chlaenius costiger Chaudoir, 1856
- Chlaenius costipennis Boheman, 1848
- Chlaenius costulatus Motschulsky, 1859
- Chlaenius coxalis Fischer von Waldheim, 1844
- Chlaenius crebrepunctatus Chaudoir, 1856
- Chlaenius crenistriatus Chaudoir, 1876
- Chlaenius cribellatus Chaudoir, 1876
- Chlaenius cribellicollis Chaudoir, 1876
- Chlaenius cribricollis Dejean, 1831
- Chlaenius croesus (Fabricius, 1801)
- Chlaenius croyi Kirschenhofer, 2003
- Chlaenius cruciatus Dejean, 1831
- Chlaenius crudelis Peringuey, 1896
- Chlaenius cruralis Fischer von Waldheim, 1829
- Chlaenius cubanus Chaudoir, 1876
- Chlaenius cumatilis Leconte, 1851
- Chlaenius cupreocinctus Reiche, 1847
- Chlaenius cupreolineatus Chaudoir, 1876
- Chlaenius cupreolus Fairmaire, 1901
- Chlaenius cupreopurpureus Kirschenhofer, 2009
- Chlaenius cupripennis Chaudoir, 1876
- Chlaenius cuprithorax Quedenfeldt, 1883
- Chlaenius cursor Chevrolat, 1835
- Chlaenius curtii (Lemaire, 2001)
- Chlaenius curtulus Kirschenhofer, 2004
- Chlaenius cyaneus Brulle, 1835
- Chlaenius cyanipennis Boheman, 1848
- Chlaenius cyanostolus Andrewes, 1924
- Chlaenius cylindricollis Dejean, 1831
- Chlaenius daer Darlington, 1968
- Chlaenius dajuensis Kirschenhofer, 2002
- Chlaenius dalibaiensis Kirschenhofer, 2008
- Chlaenius daressalaami Jedlicka, 1957
- Chlaenius darfurensis Kirschenhofer, 2007
- Chlaenius darlingensis Castelnau, 1867
- Chlaenius darlingtoni (Basilewsky, 1951)
- Chlaenius davidsoni Mandl, 1978
- Chlaenius decellei (Basilewsky, 1968)
- Chlaenius decipiens L. Dufour, 1820
- Chlaenius decorsei Alluaud, 1916
- Chlaenius dejeanii Dejean, 1831
- Chlaenius delicatus Bates, 1892
- Chlaenius deliciolus Bates, 1873
- Chlaenius delkeskampi (Basilewsky, 1956)
- Chlaenius densaticollis Fairmaire, 1901
- Chlaenius denticulatus Dejean, 1831
- Chlaenius deplanatus (Laferte-Senectere, 1851)
- Chlaenius deserticola Raffray, 1885
- Chlaenius deuvei Kirschenhofer, 2008
- Chlaenius deyrollei (Laferte-Senectere, 1851)
- Chlaenius dhawalagiriensis Kirschenhofer, 2002
- Chlaenius diabolicus (Basilewsky, 1961)
- Chlaenius dianus Jedlicka, 1957
- Chlaenius diephelus Alluaud, 1934
- Chlaenius differens Peyron, 1858
- Chlaenius difficilis Sternberg, 1908
- Chlaenius dilatatus (Motschulsky, 1864)
- Chlaenius dilutipes Reitter, 1894
- Chlaenius dimidiatus Chaudoir, 1842
- Chlaenius dinodoides Chaudoir, 1876
- Chlaenius discicollis (Laferte-Senectere, 1851)
- Chlaenius discopictus Fairmaire, 1893
- Chlaenius dispreticus (Basilewsky, 1968)
- Chlaenius dissidens Peringuey, 1926
- Chlaenius distigma Chaudoir, 1876
- Chlaenius ditulus Peringuey, 1904
- Chlaenius diversus Facchini, 2011
- Chlaenius dives Dejean, 1826
- Chlaenius djaina Maindron, 1899
- Chlaenius dohrnii (Bertoloni, 1857)
- Chlaenius dondoensis Kirschenhofer, 2007
- Chlaenius doriae Chaudoir, 1876
- Chlaenius dorsalis Dejean, 1831
- Chlaenius dostojevskji Tschitscherine, 1895
- Chlaenius drescheri Louwerens, 1951
- Chlaenius ducalis Chaudoir, 1876
- Chlaenius dureli Maindron, 1899
- Chlaenius dusaultii (L.Dufour, 1821)
- Chlaenius duvaucelii (Dejean, 1831)
- Chlaenius ecuadoricus Jedlicka, 1946
- Chlaenius effugiens Peringuey, 1908
- Chlaenius elegans (Schmidt-Goebel, 1846)
- Chlaenius elgonensis Alluaud, 1939
- Chlaenius elisabethanus Burgeon, 1935
- Chlaenius elongatulus Kirschenhofer, 2009
- Chlaenius elongatus (Klug, 1833)
- Chlaenius emarginatus Say, 1823
- Chlaenius eneides Bates, 1892
- Chlaenius epicosmoides (Basilewsky, 1956)
- Chlaenius episcopalis Dejean, 1831
- Chlaenius epistrophus Alluaud, 1927
- Chlaenius eritreaensis Kirschenhofer, 2007
- Chlaenius ernesti Gory, 1833
- Chlaenius erythrocnemis Chaudoir, 1876
- Chlaenius erythropus Germar, 1824
- Chlaenius eugrammus Basilewsky, 1947
- Chlaenius eurybates Bates, 1891
- Chlaenius euryscopus Bates, 1886
- Chlaenius evae Wrase, 2012
- Chlaenius exaratus (Basilewsky, 1949)
- Chlaenius exilis Andrewes, 1923
- Chlaenius extensus Mannerheim, 1825
- Chlaenius eyeni Basilewsky, 1949
- Chlaenius fairmairei Murray, 1858
- Chlaenius fallax (Olivier, 1795)
- Chlaenius farai Jedlicka, 1949
- Chlaenius farkaci Kirschenhofer, 2005
- Chlaenius fasciger Chaudoir In Oberthur, 1883
- Chlaenius fastigatus Andrewes, 1921
- Chlaenius feanus Bates, 1892
- Chlaenius femoratus Dejean, 1826
- Chlaenius fenestratus Chaudoir, 1876
- Chlaenius feronioides Murray, 1858
- Chlaenius festivus Panzer, 1796
- Chlaenius fimbriatus (Klug, 1833)
- Chlaenius finitimus Peringuey, 1908
- Chlaenius fizianus Basilewsky, 1961
- Chlaenius flaccidus G.Horn, 1876
- Chlaenius flavicornis Fischer von Waldheim, 1842
- Chlaenius flaviguttatus W.S. Macleay, 1825
- Chlaenius flavipes Menetries, 1832
- Chlaenius flavofemoratus Laporte, 1834
- Chlaenius flavomaculatus (Kolbe, 1889)
- Chlaenius flavoscriptus Quedenfeldt, 1891
- Chlaenius fletcheri Andrewes, 1919
- Chlaenius floridanus G.Horn, 1876
- Chlaenius formosensis Lorenz, 1998
- Chlaenius forreri Bates, 1884
- Chlaenius frater Chaudoir, 1876
- Chlaenius fraterculus Maindron, 1899
- Chlaenius fraternus Kolbe, 1889
- Chlaenius freyellus Jedlicka, 1959
- Chlaenius freyi Jedlicka, 1960
- Chlaenius freynei Burgeon, 1937
- Chlaenius fugax Chaudoir, 1876
- Chlaenius fulgidicollis L. Dufour, 1820
- Chlaenius fulvicollis Chaudoir, 1876
- Chlaenius fulvipes (Chaudoir, 1835)
- Chlaenius fuscicornis Dejean, 1831
- Chlaenius gabonensis Kirschenhofer, 2009
- Chlaenius gabonicus Gemminger & Harold, 1868
- Chlaenius gansuensis Jedicka, 1935
- Chlaenius geayi Jeannel, 1949
- Chlaenius geisthardti Kirschenhofer, 2007
- Chlaenius gemmingeri Ballion, 1869
- Chlaenius geniculatus (Basilewsky, 1956)
- Chlaenius germanus Chaudoir, 1876
- Chlaenius gestroi Chaudoir, 1876
- Chlaenius ghesquierei Burgeon, 1935
- Chlaenius gikondo Kirschenhofer, 2009
- Chlaenius glabratus Dejean, 1831
- Chlaenius glabricollis Dejean, 1831
- Chlaenius glaucinus Kirschenhofer, 2007
- Chlaenius glaucus Leconte, 1856
- Chlaenius gonioderus Laferte-Senectere, 1851
- Chlaenius gonospilus Walker, 1871
- Chlaenius goossensi Alluaud, 1933
- Chlaenius goryi Gory, 1833
- Chlaenius gotschii Chaudoir, 1846
- Chlaenius greensladei Darlington, 1971
- Chlaenius greyanus White, 1841
- Chlaenius grundmanni (Basilewsky, 1956)
- Chlaenius guatemalenus Bates, 1882
- Chlaenius guineensis Kolbe, 1883
- Chlaenius gundlachi Chaudoir, 1876
- Chlaenius guttula Chaudoir, 1856
- Chlaenius haeckeli <smallKirschenhofer, 2014
- Chlaenius hainanensis Kirschenhofer, 2004
- Chlaenius hamatus Eschscholtz, 1829
- Chlaenius hamifer Chaudoir, 1856
- Chlaenius harpalinus Eschscholtz, 1833
- Chlaenius heidenfelderi Kirschenhofer, 2008
- Chlaenius helvetorum Burgeon, 1935
- Chlaenius hemichlorus Fairmaire, 1888
- Chlaenius henryi Andrewes, 1919
- Chlaenius herbaceus Chevrolat, 1834
- Chlaenius heyrovskyi Jedlicka, 1949
- Chlaenius hildebrandti Harold, 1880
- Chlaenius himalayicus Andrewes, 1923
- Chlaenius holomelas (Alluaud, 1915)
- Chlaenius hornburgi Kirschenhofer, 2008
- Chlaenius horni Sternberg, 1908
- Chlaenius hostilis Putzeys, 1880
- Chlaenius howa Kunckel dHerculais, 1891
- Chlaenius huedepohli Mandl, 1983
- Chlaenius humeralis Chaudoir, 1856
- Chlaenius humphreyi Alluaud, 1927
- Chlaenius hunanensis Kirschenhofer, 2003
- Chlaenius hypocrita Peringuey, 1896
- Chlaenius imitatus Reitter, 1895
- Chlaenius immaculatus Peringuey, 1885
- Chlaenius immunitus Murray, 1858
- Chlaenius imperialis Sternberg, 1908
- Chlaenius impictus Alluaud, 1933
- Chlaenius impressicollis Chaudoir, 1876
- Chlaenius impunctifrons Say, 1823
- Chlaenius inaequalis Fairmaire, 1901
- Chlaenius inderiensis Motschulsky, 1850
- Chlaenius indicus Jedlicka, 1956
- Chlaenius indutus Klug, 1833
- Chlaenius infantulus Chaudoir, 1876
- Chlaenius infersus Peringuey, 1926
- Chlaenius inops Chaudoir, 1856
- Chlaenius insignis Chaudoir, 1876
- Chlaenius instabilis Raffray, 1886
- Chlaenius insulanus Louwerens, 1956
- Chlaenius insularis (Ueno, 1964)
- Chlaenius intermedius Chaudoir, 1856
- Chlaenius interruptus G.Horn, 1876
- Chlaenius irakensis Jedlicka, 1959
- Chlaenius iranensis Kirschenhofer, 1998
- Chlaenius itombwanus Basilewsky, 1961
- Chlaenius ivorensis Facchini, 2011
- Chlaenius jacobsoni Andrewes, 1926
- Chlaenius jactus Kirschenhofer, 2004
- Chlaenius jaechi (Kirschenhofer, 1991)
- Chlaenius jakeschi Jedlicka, 1967
- Chlaenius jaleswarensis Kirschenhofer, 2004
- Chlaenius jamaicae Darlington, 1935
- Chlaenius janthinus L. Redtenbacher, 1844
- Chlaenius jeanneli Basilewsky, 1949
- Chlaenius jordani (Basilewsky, 1955)
- Chlaenius jucundulus (Basilewsky, 1970)
- Chlaenius judianensis Kirschenhofer, 2004
- Chlaenius junceus Andrewes, 1923
- Chlaenius jureceki Jedlicka, 1935
- Chlaenius juvencus Dejean, 1831
- Chlaenius kafakumbae Burgeon, 1935
- Chlaenius kanarae Andrewes, 1919
- Chlaenius kapangae Burgeon, 1935
- Chlaenius kashmiricus (Grundmann, 1955)
- Chlaenius kaszabi Jedlicka, 1951
- Chlaenius katanganus Burgeon, 1935
- Chlaenius keniaensis Kirschenhofer, 2008
- Chlaenius kenyerii Kirschenhofer, 2003
- Chlaenius kerkvoordeae Burgeon, 1935
- Chlaenius kilimanus (Basilewsky, 1956)
- Chlaenius kindermanni Chaudoir, 1856
- Chlaenius kira Alluaud, 1919
- Chlaenius kirki Chaudoir, 1876
- Chlaenius kivuanus Basilewsky, 1949
- Chlaenius kivuensis Alluaud, 1933
- Chlaenius koenigi Semenov, 1888
- Chlaenius kolariensis Maindron, 1898
- Chlaenius kolbei (Duvivier, 1892)
- Chlaenius koltzei (Grundmann, 1956)
- Chlaenius kotys Kirschenhofer, 2004
- Chlaenius kraatzi Sternberg, 1908
- Chlaenius kryzhanovskyi Basilewsky, 1968
- Chlaenius kulti Basilewsky, 1949
- Chlaenius kurosawai Kasahara, 1986
- Chlaenius labroexcisus Basilewsky, 1948
- Chlaenius lacunosus Andrewes, 1920
- Chlaenius ladon Kirschenhofer, 1998
- Chlaenius laetiusculus Chaudoir, 1856
- Chlaenius laetoides Burgeon, 1935
- Chlaenius laetus (Fabricius, 1794)
- Chlaenius laevicollis Peringuey, 1926
- Chlaenius laevipennis Chaudoir, 1876
- Chlaenius laeviplaga Chaudoir, 1876
- Chlaenius laeviusculus Chaudoir, 1856
- Chlaenius lafertei Guerin-Meneville, 1843
- Chlaenius lamottei (Basilewsky, 1951)
- Chlaenius langmusiensis Kirschenhofer, 2008
- Chlaenius langsonensis Kirschenhofer, 2008
- Chlaenius laosensis Kirschenhofer, 2008
- Chlaenius laotinus Andrewes, 1919
- Chlaenius lapillus Basilewsky, 1949
- Chlaenius lastii Bates, 1886
- Chlaenius lateralis Brulle, 1838
- Chlaenius latesternalis (Basilewsky, 1956)
- Chlaenius laticollis Say, 1823
- Chlaenius latipalpis Mandl, 1992
- Chlaenius latipennis Sternberg, 1908
- Chlaenius latithorax Mannerheim, 1844
- Chlaenius lativittis Chaudoir, 1876
- Chlaenius latreillei (Laferte-Senectere, 1852)
- Chlaenius lederi Reitter, 1888
- Chlaenius leigongshanensis Kirschenhofer, 2004
- Chlaenius leishanensis Kirschenhofer, 2005
- Chlaenius leleupi (Basilewsky, 1952)
- Chlaenius leopoldi Burgeon, 1935
- Chlaenius leprieuri Gory, 1833
- Chlaenius leptopus Basilewsky, 1956
- Chlaenius leucops (Wiedemann, 1823)
- Chlaenius leucoristus Chaudoir, 1876
- Chlaenius leucoscelis Chevrolat, 1835
- Chlaenius leytensis Kirschenhofer, 2008
- Chlaenius limbatus Wiedemann, 1821
- Chlaenius limbicollis Chaudoir, 1876
- Chlaenius limbipennis Boheman, 1860
- Chlaenius lineatus Putzeys, 1880
- Chlaenius lineellus Motschulsky, 1859
- Chlaenius lineicinctus Fairmaire, 1901
- Chlaenius linwensini Liu & Liang, 2011
- Chlaenius lioderus Andrewes, 1923
- Chlaenius liothorax Alluaud, 1934
- Chlaenius lirifer Andrewes, 1941
- Chlaenius lissoderus Chaudoir, 1876
- Chlaenius lithophilus Say, 1823
- Chlaenius litongaensis Kirschenhofer, 2009
- Chlaenius loango Kirschenhofer, 2009
- Chlaenius lobozianus Alluaud, 1934
- Chlaenius loeblianus Kirschenhofer, 2004
- Chlaenius lombokensis Kirschenhofer, 2008
- Chlaenius lomii G.Muller, 1941
- Chlaenius lomsakensis Kirschenhofer, 1998
- Chlaenius longeantennatus (Basilewsky, 1951)
- Chlaenius longicornis Chaudoir, 1843
- Chlaenius longulus (Jeannel, 1949)
- Chlaenius louwerensi Andrewes, 1936
- Chlaenius loveridgei (Basilewsky, 1951)
- Chlaenius loxias Kirschenhofer, 2004
- Chlaenius lucasi Peyron, 1858
- Chlaenius lucidicollis Laferte-Senectere, 1851
- Chlaenius lucidulus (Boheman, 1848)
- Chlaenius luculentus Andrewes, 1920
- Chlaenius lugens Chaudoir, 1876
- Chlaenius luisae Gestro, 1895
- Chlaenius lujai Burgeon, 1935
- Chlaenius lulengae Burgeon, 1935
- Chlaenius luluanus (Basilewsky, 1949)
- Chlaenius lunatus Dejean, 1826
- Chlaenius luteicauda Chaudoir, 1876
- Chlaenius luteoapicalis Facchini, 2011
- Chlaenius luzonicus Chaudoir, 1856
- Chlaenius lyperus (Jeannel, 1949)
- Chlaenius macropus Chaudoir, 1876
- Chlaenius maculatus Dejean, 1826
- Chlaenius maculiceps Boheman, 1848
- Chlaenius maculiger Castelnau, 1867
- Chlaenius madecassus Csiki, 1931
- Chlaenius madrasensis Kirschenhofer, 2004
- Chlaenius makalolo Bates, 1886
- Chlaenius malachinus (Motschulsky, 1865)
- Chlaenius malcheri Emden, 1937
- Chlaenius mandli Grundmann, 1956
- Chlaenius manowianus Jedlicka, 1957
- Chlaenius manus Louwerens, 1969
- Chlaenius maowensis Kirschenhofer, 2008
- Chlaenius maputoensis Kirschenhofer, 2007
- Chlaenius marginellus Dejean, 1831
- Chlaenius marginicollis Boheman, 1848
- Chlaenius marginipennis Gory, 1833
- Chlaenius marianensis Darlington, 1970
- Chlaenius marleyi Barker, 1922
- Chlaenius martinbaehri Kirschenhofer, 2008
- Chlaenius masoni Andrewes, 1923
- Chlaenius maxi Gory, 1833
- Chlaenius maxillosus G.Horn, 1876
- Chlaenius medioguttatus Chaudoir, 1876
- Chlaenius mediornatus (Basilewsky, 1956)
- Chlaenius melampus Menetries, 1849
- Chlaenius melancholicus Laferte-Senectere, 1851
- Chlaenius melanocnemis Basilewsky, 1949
- Chlaenius melanopterus Chaudoir, 1876
- Chlaenius melanopus Andrewes, 1923
- Chlaenius menevillei Chaudoir, 1876
- Chlaenius merkli Kirschenhofer, 2003
- Chlaenius meteorus Alluaud, 1939
- Chlaenius meticulosus Laferte-Senectere, 1851
- Chlaenius micans (Fabricius, 1792)
- Chlaenius microspilus (Bates, 1892)
- Chlaenius milleti Antoine, 1932
- Chlaenius milloti Jeannel, 1949
- Chlaenius moaboensis Kirschenhofer, 2009
- Chlaenius moestus Csiki, 1931
- Chlaenius moheliensis Kirschenhofer., 2009
- Chlaenius moluccensis Kirschenhofer, 2003
- Chlaenius momboensis Kirschenhofer, 2007
- Chlaenius monardi Alluaud, 1934
- Chlaenius montanus Lucas, 1859
- Chlaenius montivagus Andrewes, 1923
- Chlaenius morettoi Kirschenhofer, 2008
- Chlaenius morio Boheman, 1860
- Chlaenius morosus Laferte-Senectere, 1851
- Chlaenius mpanga Kirschenhofer, 2009
- Chlaenius muehlei Kirschenhofer, 2004
- Chlaenius multicolor Andrewes, 1919
- Chlaenius mutatus Gemminger & Harold, 1868
- Chlaenius naeviger A. Morawitz, 1862
- Chlaenius nakuruensis Kirschenhofer, 2012
- Chlaenius nanlingensis Deuve & Tian, 2005
- Chlaenius nanpingensis Kirschenhofer, 1999
- Chlaenius natalensis Chaudoir, 1876
- Chlaenius nebraskensis LeConte, 1856
- Chlaenius nebrioides Antoine, 1961
- Chlaenius nemoralis Say, 1823
- Chlaenius neocaledonicus Chaudoir In Oberthur, 1883
- Chlaenius neochloodes Lorenz, 1998
- Chlaenius nepalensis Hope, 1831
- Chlaenius nepos Chaudoir, 1876
- Chlaenius newdehliensis Kirschenhofer, 2002
- Chlaenius niger Randall, 1838
- Chlaenius nigerrimus Jedlicka, 1958
- Chlaenius nigrans Kirschenhofer, 2003
- Chlaenius nigratus Kirschenhofer, 2007
- Chlaenius nigricans Wiedemann, 1821
- Chlaenius nigricornis Fabricius, 1787
- Chlaenius nigripennis Chaudoir, 1856
- Chlaenius nigrita Dejean, 1826
- Chlaenius nigroscelis Chaudoir, 1856
- Chlaenius nigrosuturatus Mandl, 1978
- Chlaenius nilgiricus Andrewes, 1919
- Chlaenius nimbanus (Basilewsky, 1951)
- Chlaenius nitidiceps Dejean, 1826
- Chlaenius nitidicollis Dejean, 1826
- Chlaenius nitidifrons Fairmaire, 1901
- Chlaenius nitidulus Schrank, 1781
- Chlaenius noeli Alluaud, 1933
- Chlaenius noguchii Bates, 1873
- Chlaenius nossibianus Facchini, 2011
- Chlaenius notabilis Laferte-Senectere, 1851
- Chlaenius notula (Fabricius, 1801)
- Chlaenius nubicus Chaudoir, 1876
- Chlaenius nyassaensis Jedlicka, 1957
- Chlaenius nyika Kirschenhofer, 2009
- Chlaenius obenbergeri Jedlicka, 1935
- Chlaenius oberthuri Sternberg, 1908
- Chlaenius obesus Laferte-Senectere, 1851
- Chlaenius obliquatus Barker, 1922
- Chlaenius oblongus Dejean, 1826
- Chlaenius obscuripennis Chevrolat, 1835
- Chlaenius obscurus Klug, 1832
- Chlaenius obsidianoides Alluaud, 1935
- Chlaenius obsidianus Alluaud, 1935
- Chlaenius obsoletus Leconte, 1851
- Chlaenius obtusus Dejean, 1831
- Chlaenius occultus Sloane, 1907
- Chlaenius ochroperas Bates, 1892
- Chlaenius ocreatus Bates, 1873
- Chlaenius oculatus (Fabricius, 1801)
- Chlaenius oligochrysus Alluaud, 1934
- Chlaenius olivieri Crotch, 1871
- Chlaenius olthofi Darlington, 1968
- Chlaenius omochlorus Andrewes, 1931
- Chlaenius oneili Barker, 1922
- Chlaenius oodioides Chaudoir, 1876
- Chlaenius opacipennis Chaudoir, 1876
- Chlaenius ophonoides Fairmaire, 1843
- Chlaenius opisthographus Alluaud, 1934
- Chlaenius orbicollis Chaudoir, 1876
- Chlaenius orbiculicollis Barker, 1922
- Chlaenius orbus G.Horn, 1871
- Chlaenius orphanus Peringuey, 1908
- Chlaenius ostrinus Andrewes, 1924
- Chlaenius ovalipennis Quedenfeldt, 1883
- Chlaenius ovampo Peringuey, 1892
- Chlaenius overlaeti Burgeon, 1935
- Chlaenius oxygonus Chaudoir, 1843
- Chlaenius pacholatkoi Kirschenhofer, 2003
- Chlaenius pachys Chaudoir, 1876
- Chlaenius paenulatus Erichson, 1843
- Chlaenius pallidicornis Ballion, 1871
- Chlaenius pallipes (Gebler, 1823)
- Chlaenius palpalis LaFerte-Senectere, 1851
- Chlaenius paluensis Kirschenhofer, 2011
- Chlaenius pan Darlington, 1968
- Chlaenius panagaeoides Chaudoir, 1876
- Chlaenius panjabensis Kirschenhofer, 1998
- Chlaenius pantarensis Kirschenhofer, 2014
- Chlaenius parallelus Dejean, 1831
- Chlaenius parepus Jedlicka, 1957
- Chlaenius paromius Basilewsky, 1949
- Chlaenius patricius Harold, 1879
- Chlaenius patrizii (Basilewsky, 1953)
- Chlaenius patruelis Leconte, 1844
- Chlaenius pauxillus Kirschenhofer, 2002
- Chlaenius paykulli Crotch, 1870
- Chlaenius pectinipes Bates, 1892
- Chlaenius peltastes Jedlicka, 1935
- Chlaenius pennsylvanicus Say, 1823
- Chlaenius pericallus L.Redtenbacher, 1867
- Chlaenius perinetanus Facchini, 2011
- Chlaenius peringueyi Kuntzen, 1919
- Chlaenius perpunctatus Kuntzen, 1913
- Chlaenius perrieri (Fairmaire, 1899)
- Chlaenius persimilis Chaudoir, 1876
- Chlaenius perspicillaris Erichson, 1843
- Chlaenius pertinax Casey, 1920
- Chlaenius peruanus Erichson, 1847
- Chlaenius peterseni (Louwerens, 1967)
- Chlaenius phaenoderus Chaudoir, 1876
- Chlaenius phakhaoensis Kirschenhofer, 2012
- Chlaenius pharaonis Motschulsky, 1865
- Chlaenius phenax Basilewsky, 1949
- Chlaenius philemon Andrewes, 1936
- Chlaenius piceus Chaudoir, 1876
- Chlaenius pictus Chaudoir, 1856
- Chlaenius piligenys Liu & Liang, 2010
- Chlaenius pilosicoerulans Mandl, 1989
- Chlaenius pimalicus Casey, 1914
- Chlaenius planipennis Chaudoir, 1876
- Chlaenius planulatus Bates, 1884
- Chlaenius platensis G.R.Waterhouse, 1841
- Chlaenius platyderus Chaudoir, 1856
- Chlaenius platynoides Alluaud, 1934
- Chlaenius plausibilis Basilewsky, 1949
- Chlaenius pleuroderus Chaudoir In Oberthur, 1883
- Chlaenius poecilinus Bates, 1892
- Chlaenius porinus Alluaud, 1929
- Chlaenius porphyrius Bates, 1891
- Chlaenius porrectus Chaudoir, 1876
- Chlaenius posticalis Motschulsky, 1854
- Chlaenius posticus (Fabricius, 1798)
- Chlaenius postmaculatus (Basilewsky, 1952)
- Chlaenius postscriptus Bates, 1873
- Chlaenius pradieri Chaudoir, 1876
- Chlaenius praefectus Bates, 1873
- Chlaenius prasinus Dejean, 1826
- Chlaenius pratensis Chaudoir, 1876
- Chlaenius pretiosus Chaudoir, 1856
- Chlaenius principalis Sternberg, 1908
- Chlaenius privatus Bates, 1892
- Chlaenius probsti Kirschenhofer, 2004
- Chlaenius prolixus Erichson, 1843
- Chlaenius propeagilis Liu & Kavanaugh, 2011
- Chlaenius propinquus Csiki, 1931
- Chlaenius prostenus Bates, 1873
- Chlaenius protensus Chaudoir, 1876
- Chlaenius pseudobipustulatus Facchini, 2011
- Chlaenius pseudocruciatus Kirschenhofer, 2009
- Chlaenius pseudocupreolus Kirschenhofer, 2010
- Chlaenius pseudoglabratus Kirschenhofer, 2009
- Chlaenius pseudolulengae Kirschenhofer, 2009
- Chlaenius pseudopalpalis Basilewsky, 1949
- Chlaenius pseudoraffrayi Basilewsky, 1949
- Chlaenius pterostichoides Andrewes, 1941
- Chlaenius ptuchodes Andrewes, 1923
- Chlaenius puberulus Boheman, 1848
- Chlaenius pubifer Chaudoir, 1876
- Chlaenius pubipennis Chaudoir, 1856
- Chlaenius puchneri Kirschenhofer, 2007
- Chlaenius pudicus (Fabricius, 1801)
- Chlaenius pugni Camerano, 1879
- Chlaenius pulchellus Boheman, 1848
- Chlaenius pulcher Nietner, 1857
- Chlaenius pulchriceps Fairmaire, 1901
- Chlaenius pumilio Kolbe, 1889
- Chlaenius punctatostriatus Chaudoir, 1856
- Chlaenius puncticephalis Saha, 1984
- Chlaenius puncticollis Dejean, 1826
- Chlaenius purpureus Chaudoir, 1876
- Chlaenius purpuricollis Randall, 1838
- Chlaenius pusillus Say, 1823
- Chlaenius putzeysi Chaudoir, 1876
- Chlaenius pyrrhopodus Fairmaire, 1903
- Chlaenius pyrrhos Kirschenhofer, 2004
- Chlaenius quadricolor (Olivier, 1790)
- Chlaenius quadrimaculatus (Boheman, 1848)
- Chlaenius quadrinotatus Dejean, 1826
- Chlaenius quadriornatus Basilewsky, 1956
- Chlaenius quadripustulatus Dejean, 1831
- Chlaenius quadrisignatus Boheman, 1860
- Chlaenius quadrisulcatus Paykull, 1790
- Chlaenius quadrivittatus Jedlicka, 1958
- Chlaenius radama Kunckel, 1891
- Chlaenius raffrayi Chaudoir, 1876
- Chlaenius rafiki Alluaud, 1929
- Chlaenius rambouseki Lutshnik, 1933
- Chlaenius ranavalonae Csiki, 1931
- Chlaenius rebellis Peringuey, 1926
- Chlaenius reichei (Laferte-Senectere, 1851)
- Chlaenius reitteri Jakobson, 1906
- Chlaenius retropictus Fairmaire, 1901
- Chlaenius rhodesianus Peringuey, 1899
- Chlaenius richardsi Ali, 1967
- Chlaenius riparius Lorenz, 1998
- Chlaenius ripicola Andrewes, 1937
- Chlaenius robustus Boheman, 1848
- Chlaenius rodriguezi Chaudoir, 1876
- Chlaenius roeschkei Sternberg, 1908
- Chlaenius rotundatulus Lorenz, 1998
- Chlaenius rotundithorax Liu & Kavanaugh, 2010
- Chlaenius rotundus Andrewes, 1920
- Chlaenius rubenticollis Kirschenhofer, 2009
- Chlaenius rubricrus Alluaud, 1916
- Chlaenius rudesculptus Chaudoir, 1876
- Chlaenius rudicollis Chaudoir, 1876
- Chlaenius ruficauda Chaudoir, 1856
- Chlaenius rufifemoratus MacLeay, 1825
- Chlaenius rufithorax Wiedemann, 1821
- Chlaenius rufomarginatus Dejean, 1831
- Chlaenius rugulosus Nietner, 1857
- Chlaenius rukwaensis Kirschenhofer, 2007
- Chlaenius ruvumaensis Kirschenhofer, 2008
- Chlaenius rysonotus Fairmaire, 1901
- Chlaenius sabahensis Kirschenhofer, 1998
- Chlaenius sagaingensis Kirschenhofer, 2005
- Chlaenius saginatus Laferte-Senectere, 1851
- Chlaenius sagittarius Dejean, 1831
- Chlaenius salisburiensis Barker, 1922
- Chlaenius sallei Chaudoir, 1876
- Chlaenius samoensis Csiki, 1915
- Chlaenius sangaicus Alluaud, 1929
- Chlaenius sankuruensis Burgeon, 1935
- Chlaenius sassanus Alluaud, 1934
- Chlaenius savanicola (Basilewsky, 1968)
- Chlaenius scabricollis Chevrolat, 1833
- Chlaenius scapularis Chaudoir, 1876
- Chlaenius scheerpeltzi (Basilewsky, 1956)
- Chlaenius schillhammeri Kirschenhofer, 2003
- Chlaenius schmidti Gestro, 1895
- Chlaenius schoenherri (Dejean, 1831)
- Chlaenius schoutedeni Burgeon, 1935
- Chlaenius schuelei Kirschenhofer, 2007
- Chlaenius sciakyi Kirschenhofer, 2004
- Chlaenius scotti Alluaud, 1937
- Chlaenius sculptilis Bates, 1886
- Chlaenius scutellaris Harold, 1880
- Chlaenius sehnali Kirschenhofer, 2008
- Chlaenius seiferti Kirschenhofer, 2005
- Chlaenius sellatus Dejean, 1831
- Chlaenius semenowi Tschitscherine, 1895
- Chlaenius semicupreus Basilewsky, 1949
- Chlaenius semicyaneus Solsky, 1874
- Chlaenius semipurpureus Motschulsky, 1865
- Chlaenius semiviridis Andrewes, 1920
- Chlaenius senegalensis Dejean, 1831
- Chlaenius sennaariensis Chaudoir, 1856
- Chlaenius sericeus (Forster, 1771)
- Chlaenius sericimicans Chaudoir, 1876
- Chlaenius sexguttatus Andrewes, 1919
- Chlaenius sexmaculatus Dejean, 1831
- Chlaenius seyrigi Alluaud, 1935
- Chlaenius shaanxinensis Kirschenhofer, 2004
- Chlaenius siccus Darlington, 1968
- Chlaenius sichuanensis Kirschenhofer, 2008
- Chlaenius sierraleonensis Kirschenhofer, 2008
- Chlaenius siffointei (Basilewsky, 1968)
- Chlaenius signatus Boheman, 1848
- Chlaenius silvestrii G.Muller, 1942
- Chlaenius simba Alluaud, 1929
- Chlaenius simbabwensis Kirschenhofer, 2008
- Chlaenius similatus Boheman, 1848
- Chlaenius similis Chaudoir, 1856
- Chlaenius simillimus Chaudoir, 1856
- Chlaenius simplex Wiedemann, 1821
- Chlaenius simulatorius Barker, 1922
- Chlaenius sinensis Chaudoir, 1856
- Chlaenius sinuatus Dejean, 1826
- Chlaenius sivorii Chaudoir, 1876
- Chlaenius sobrinus Dejean, 1826
- Chlaenius soccatus Say, 1830
- Chlaenius soginoides Chaudoir, 1876
- Chlaenius sokotranus Csiki, 1931
- Chlaenius solitarius Say, 1823
- Chlaenius sollicitus Laferte-Senectere, 1851
- Chlaenius somaliae Basilewsky, 1956
- Chlaenius somereni Alluaud, 1929
- Chlaenius soricinus Gerstaecker, 1867
- Chlaenius sparsepunctatus Chaudoir, 1876
- Chlaenius spathulifer (Bates, 1873)
- Chlaenius specularis Emden, 1937
- Chlaenius splendidus Dejean, 1831
- Chlaenius spoliatus P. Rossi, 1792
- Chlaenius startellus Basilewsky, 1949
- Chlaenius stenoristus Chaudoir, 1876
- Chlaenius sterbai Jedlicka, 1935
- Chlaenius steveni Quensel, 1806
- Chlaenius stichai Jedlicka, 1949
- Chlaenius straneoi Basilewsky, 1949
- Chlaenius stschukini Menetries, 1837
- Chlaenius stungtrengensis Kirschenhofer, 2004
- Chlaenius stygius (Laferte-Senectere, 1851)
- Chlaenius suavis Alluaud, 1939
- Chlaenius subcostatus W.J.Macleay, 1864
- Chlaenius suberbiei (Jeannel, 1949)
- Chlaenius subferrugineus (Kirschenhofer, 2003)
- Chlaenius submarginatus Chaudoir, 1876
- Chlaenius subovatus Chaudoir, 1876
- Chlaenius subsulcatus Dejean, 1831
- Chlaenius suensoni Mandl, 1992
- Chlaenius sulcicollis (Paykull, 1798)
- Chlaenius sulcipennis Dejean, 1826
- Chlaenius sumbavaensis Kirschenhofer, 2014
- Chlaenius sumptuosus Alluaud, 1934
- Chlaenius superbus Sternberg, 1908
- Chlaenius superstes Peringuey, 1926
- Chlaenius suppletor Bates, 1891
- Chlaenius surdipennis (Jeannel, 1949)
- Chlaenius suvorovi Semenov, 1912
- Chlaenius swahilius Bates, 1886
- Chlaenius syangyaensis Kirschenhofer, 2004
- Chlaenius sykesi Hope, 1835
- Chlaenius synaptus Alluaud, 1918
- Chlaenius syriacus Chaudoir, 1876
- Chlaenius systolocranioides Alluaud, 1933
- Chlaenius tamdaoensis Kirschenhofer, 2003
- Chlaenius tanahrataensis Kirschenhofer, 2008
- Chlaenius teani Gestro, 1881
- Chlaenius tecospilus Alluaud, 1933
- Chlaenius tenellus Klug, 1832
- Chlaenius tenuicollis (Fabricius, 1801)
- Chlaenius tenuilimbatus Ballion, 1871
- Chlaenius tenuis Fairmaire, 1901
- Chlaenius terminatus Dejean, 1826
- Chlaenius testaceicrus Fairmaire, 1891
- Chlaenius tetracelis Alluaud, 1933
- Chlaenius tetragonoderus Chaudoir, 1876
- Chlaenius tetraphacus Alluaud, 1918
- Chlaenius tetraspilus Alluaud, 1918
- Chlaenius texanus G.Horn, 1876
- Chlaenius thieleni (Kirschenhofer, 1998)
- Chlaenius thiesensis Kirschenhofer, 2007
- Chlaenius tibialis Dejean, 1826
- Chlaenius timorensis Darlington, 1971
- Chlaenius tinantae Burgeon, 1935
- Chlaenius titschacki Jedlicka, 1946
- Chlaenius togatus Klug, 1829
- Chlaenius tomentosus Say, 1823
- Chlaenius topali Kirschenhofer, 2004
- Chlaenius toubaensis Kirschenhofer, 2008
- Chlaenius touzalini Andrewes, 1920
- Chlaenius trachys Andrewes, 1923
- Chlaenius transfuga Chaudoir, 1876
- Chlaenius transversalis Dejean, 1831
- Chlaenius trapezicollis Chaudoir, 1856
- Chlaenius treichi Alluaud, 1916
- Chlaenius trichrous Alluaud, 1918
- Chlaenius tricolor Dejean, 1826
- Chlaenius trigonotomoides Emden, 1928
- Chlaenius trinotatus Laferte-Sinectere, 1851
- Chlaenius tripustulatus (Dejean, 1831)
- Chlaenius tristis Schaller, 1783
- Chlaenius tschitscherini Jedlicka, 1952
- Chlaenius tshibindensis Burgeon, 1935
- Chlaenius tudicus Andrewes, 1919
- Chlaenius tuky Basilewsky, 1949
- Chlaenius uluguruanus Basilewsky, 1956
- Chlaenius umtalianus (Peringuey, 1904)
- Chlaenius unicolor Chaudoir, 1856
- Chlaenius uninotatus Andrewes, 1919
- Chlaenius unyorensis Alluaud, 1934
- Chlaenius uzungwensis Basilewsky, 1951
- Chlaenius vadoni (Basilewsky, 1950)
- Chlaenius vafer Leconte, 1852
- Chlaenius validicornis Boheman, 1848
- Chlaenius validus (Chevrolat, 1835)
- Chlaenius variabilipes Eschscholtz, 1833
- Chlaenius varians Chaudoir, 1876
- Chlaenius variicornis A.Morawitz, 1863
- Chlaenius variipes Chaudoir, 1856
- Chlaenius variolosus Kirschenhofer, 2008
- Chlaenius vartianorum Mandl, 1989
- Chlaenius velocipes Chaudoir, 1876
- Chlaenius venustulus Dejean, 1831
- Chlaenius vertagoides (Laferte-Senectere, 1851)
- Chlaenius veselyi Kirschenhofer, 2004
- Chlaenius vestitus (Paykull, 1790)
- Chlaenius vethi Bates, 1889
- Chlaenius viangchanensis Kirschenhofer, 1998
- Chlaenius victor Andrewes, 1928
- Chlaenius victoriae Kirschenhofer, 2009
- Chlaenius viduus G.Horn, 1871
- Chlaenius vietnamensis Kirschenhofer, 2008
- Chlaenius vietnami Jedlicka, 1966
- Chlaenius violaceipennis Chaudoir, 1876
- Chlaenius violatus Gemminger & Harold, 1868
- Chlaenius virens Rambur, 1837
- Chlaenius virescens Chaudoir, 1835
- Chlaenius virgulatus (Jeannel, 1949)
- Chlaenius virgulifer Chaudoir, 1876
- Chlaenius viridicollis Reiche, 1843
- Chlaenius viridis Menetries, 1832
- Chlaenius vitalisi Andrewes, 1919
- Chlaenius vitticollis Boheman, 1848
- Chlaenius vividus Chaudoir, 1876
- Chlaenius vulneratus Dejean, 1831
- Chlaenius waddellii Murray, 1858
- Chlaenius wallacei Chaudoir, 1876
- Chlaenius watsaensis Burgeon, 1935
- Chlaenius wegneri Louwerens, 1953
- Chlaenius wenchuanensis Kirschenhofer, 2008
- Chlaenius wittei Burgeon, 1937
- Chlaenius wittmerianus Mandl, 1978
- Chlaenius wrasei (Kirschenhofer, 1997)
- Chlaenius xanthacrus Wiedemann, 1823
- Chlaenius xanthomerus Alluaud, 1918
- Chlaenius xanthospilus (Wiedemann, 1821)
- Chlaenius yangonensis Kirschenhofer, 2005
- Chlaenius yunnanulus Mandl, 1992
- Chlaenius zanzibaricus Chaudoir In Oberthur, 1883
- Chlaenius ziloensis Basilewsky, 1970
- Chlaenius zygogrammus Laferte-Senectere, 1851

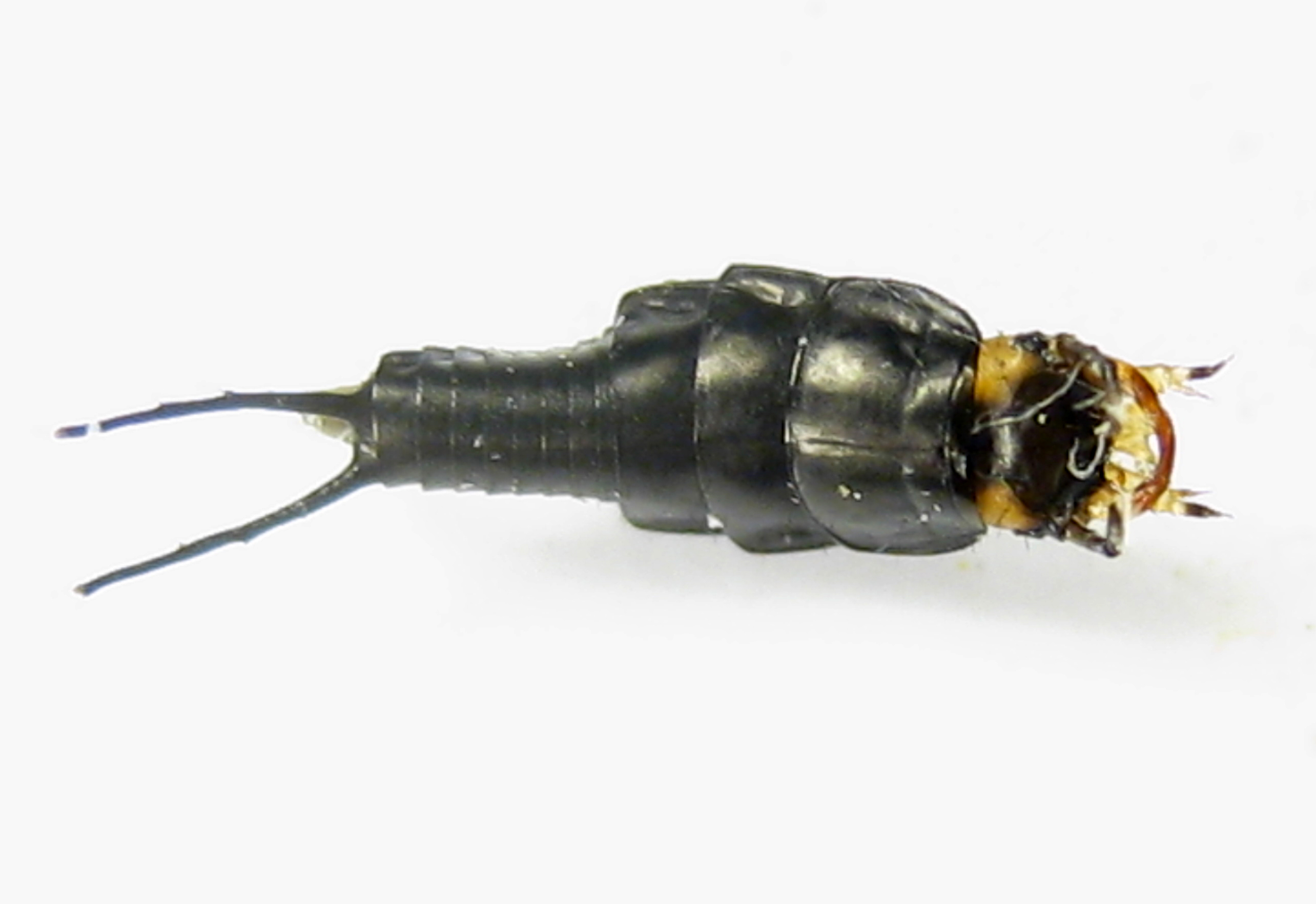
Chlaenius sp., larva